# Escòcia a la Copa del Món de futbol
Aquest és el registre dels resultats de Escòcia a la Copa del Món. Encara que hi ha participat diverses vegades, Escòcia no ha passat mai de la primera fase.

## Resum d'actuacions
Campions      Finalistes      Tercers      Quarts
| Historial a la Copa del Món | Historial a la Copa del Món                  | Historial a la Copa del Món                  | Historial a la Copa del Món                  | Historial a la Copa del Món                  | Historial a la Copa del Món                  | Historial a la Copa del Món                  | Historial a la Copa del Món                  | Historial a la Copa del Món                  |
| Edició                      | Ronda                                        | Posició                                      | PJ                                           | PG                                           | PE                                           | PP                                           | GF                                           | GC                                           |
| --------------------------- | -------------------------------------------- | -------------------------------------------- | -------------------------------------------- | -------------------------------------------- | -------------------------------------------- | -------------------------------------------- | -------------------------------------------- | -------------------------------------------- |
| 1930                        | No era membre de la FIFA                     | No era membre de la FIFA                     | No era membre de la FIFA                     | No era membre de la FIFA                     | No era membre de la FIFA                     | No era membre de la FIFA                     | No era membre de la FIFA                     | No era membre de la FIFA                     |
| 1934                        | No era membre de la FIFA                     | No era membre de la FIFA                     | No era membre de la FIFA                     | No era membre de la FIFA                     | No era membre de la FIFA                     | No era membre de la FIFA                     | No era membre de la FIFA                     | No era membre de la FIFA                     |
| 1938                        | No era membre de la FIFA                     | No era membre de la FIFA                     | No era membre de la FIFA                     | No era membre de la FIFA                     | No era membre de la FIFA                     | No era membre de la FIFA                     | No era membre de la FIFA                     | No era membre de la FIFA                     |
| 1950                        | Es classificà, però renuncià a participar-hi | Es classificà, però renuncià a participar-hi | Es classificà, però renuncià a participar-hi | Es classificà, però renuncià a participar-hi | Es classificà, però renuncià a participar-hi | Es classificà, però renuncià a participar-hi | Es classificà, però renuncià a participar-hi | Es classificà, però renuncià a participar-hi |
| 1954                        | Primera fase                                 | 15s                                          | 2                                            | 0                                            | 0                                            | 2                                            | 0                                            | 8                                            |
| 1958                        | Primera fase                                 | 14s                                          | 3                                            | 0                                            | 1                                            | 2                                            | 4                                            | 6                                            |
| 1962                        | No es classificà                             | No es classificà                             | No es classificà                             | No es classificà                             | No es classificà                             | No es classificà                             | No es classificà                             | No es classificà                             |
| 1966                        | No es classificà                             | No es classificà                             | No es classificà                             | No es classificà                             | No es classificà                             | No es classificà                             | No es classificà                             | No es classificà                             |
| 1970                        | No es classificà                             | No es classificà                             | No es classificà                             | No es classificà                             | No es classificà                             | No es classificà                             | No es classificà                             | No es classificà                             |
| 1974                        | Primera fase                                 | 9s                                           | 3                                            | 1                                            | 2                                            | 0                                            | 3                                            | 1                                            |
| 1978                        | Primera fase                                 | 11s                                          | 3                                            | 1                                            | 1                                            | 1                                            | 5                                            | 6                                            |
| 1982                        | Primera fase                                 | 15s                                          | 3                                            | 1                                            | 1                                            | 1                                            | 8                                            | 8                                            |
| 1986                        | Primera fase                                 | 19s                                          | 3                                            | 0                                            | 1                                            | 2                                            | 1                                            | 3                                            |
| 1990                        | Primera fase                                 | 18s                                          | 3                                            | 1                                            | 0                                            | 2                                            | 2                                            | 3                                            |
| 1994                        | No es classificà                             | No es classificà                             | No es classificà                             | No es classificà                             | No es classificà                             | No es classificà                             | No es classificà                             | No es classificà                             |
| 1998                        | Primera fase                                 | 27s                                          | 3                                            | 0                                            | 1                                            | 2                                            | 2                                            | 6                                            |
| 2002                        | No es classificà                             | No es classificà                             | No es classificà                             | No es classificà                             | No es classificà                             | No es classificà                             | No es classificà                             | No es classificà                             |
| 2006                        | No es classificà                             | No es classificà                             | No es classificà                             | No es classificà                             | No es classificà                             | No es classificà                             | No es classificà                             | No es classificà                             |
| 2010                        | No es classificà                             | No es classificà                             | No es classificà                             | No es classificà                             | No es classificà                             | No es classificà                             | No es classificà                             | No es classificà                             |
| 2014                        | No es classificà                             | No es classificà                             | No es classificà                             | No es classificà                             | No es classificà                             | No es classificà                             | No es classificà                             | No es classificà                             |
| 2018                        | No es classificà                             | No es classificà                             | No es classificà                             | No es classificà                             | No es classificà                             | No es classificà                             | No es classificà                             | No es classificà                             |
| 2022                        | No es classificà                             | No es classificà                             | No es classificà                             | No es classificà                             | No es classificà                             | No es classificà                             | No es classificà                             | No es classificà                             |
| 2026                        | Pendent                                      | Pendent                                      | Pendent                                      | Pendent                                      | Pendent                                      | Pendent                                      | Pendent                                      | Pendent                                      |
| 2030                        | Pendent                                      | Pendent                                      | Pendent                                      | Pendent                                      | Pendent                                      | Pendent                                      | Pendent                                      | Pendent                                      |
| 2034                        | Pendent                                      | Pendent                                      | Pendent                                      | Pendent                                      | Pendent                                      | Pendent                                      | Pendent                                      | Pendent                                      |
| Total                       | Primera fase                                 | Primera fase                                 | 23                                           | 4                                            | 7                                            | 12                                           | 25                                           | 41                                           |

## Suïssa 1954

### Primera fase: Grup 3
| Pos | Equip          | PJ | PG | PE | PP | GF | GC | DG | Pts | Classificació           |
| --- | -------------- | -- | -- | -- | -- | -- | -- | -- | --- | ----------------------- |
| 1   | Uruguai        | 2  | 2  | 0  | 0  | 9  | 0  | +9 | 4   | Avança a la segona fase |
| 2   | Àustria        | 2  | 2  | 0  | 0  | 6  | 0  | +6 | 4   | Avança a la segona fase |
| 3   | Txecoslovàquia | 2  | 0  | 0  | 2  | 0  | 7  | −7 | 0   |                         |
| 4   | Escòcia        | 2  | 0  | 0  | 2  | 0  | 8  | −8 | 0   |                         |

| Àustria    | 1–0     | Escòcia |
| ---------- | ------- | ------- |
| Probst 33' | Informe |         |

| Uruguai                                                   | 7–0     | Escòcia |
| --------------------------------------------------------- | ------- | ------- |
| Borges 17', 47', 57' · Míguez 30', 83' · Abbadie 54', 85' | Informe |         |

## Suècia 1958

### Primera fase: Grup 2
| Pos | Equip      | PJ | PG | PE | PP | GF | GC | GR    | Pts | Classificació           |
| --- | ---------- | -- | -- | -- | -- | -- | -- | ----- | --- | ----------------------- |
| 1   | França     | 3  | 2  | 0  | 1  | 11 | 7  | 1,571 | 4   | Avança a la segona fase |
| 2   | Iugoslàvia | 3  | 1  | 2  | 0  | 7  | 6  | 1,167 | 4   | Avança a la segona fase |
| 3   | Paraguai   | 3  | 1  | 1  | 1  | 9  | 12 | 0,750 | 3   |                         |
| 4   | Escòcia    | 3  | 0  | 1  | 2  | 4  | 6  | 0,667 | 1   |                         |

| Iugoslàvia   | 1–1     | Escòcia    |
| ------------ | ------- | ---------- |
| Petaković 6' | Informe | Murray 49' |

| Paraguai                        | 3–2     | Escòcia                 |
| ------------------------------- | ------- | ----------------------- |
| Agüero 4' · Ré 45' · Parodi 73' | Informe | Mudie 24' · Collins 74' |

| França                  | 2–1     | Escòcia   |
| ----------------------- | ------- | --------- |
| Kopa 22' · Fontaine 44' | Informe | Baird 58' |

## Alemanya Occidental 1974

### Primera fase: Grup 2
| Pos | Equip      | PJ | PG | PE | PP | GF | GC | DG  | Pts | Classificació           |
| --- | ---------- | -- | -- | -- | -- | -- | -- | --- | --- | ----------------------- |
| 1   | Iugoslàvia | 3  | 1  | 2  | 0  | 10 | 1  | +9  | 4   | Avança a la segona fase |
| 2   | Brasil     | 3  | 1  | 2  | 0  | 3  | 0  | +3  | 4   | Avança a la segona fase |
| 3   | Escòcia    | 3  | 1  | 2  | 0  | 3  | 1  | +2  | 4   |                         |
| 4   | Zaire      | 3  | 0  | 0  | 3  | 0  | 14 | −14 | 0   |                         |

| Zaire | 0–2     | Escòcia                  |
| ----- | ------- | ------------------------ |
|       | Informe | Lorimer 26' · Jordan 34' |

| Escòcia | 0–0     | Brasil |
| ------- | ------- | ------ |
|         | Informe |        |

| Escòcia    | 1–1     | Iugoslàvia |
| ---------- | ------- | ---------- |
| Jordan 88' | Informe | Karasi 81' |

## Argentina 1978

### Primera fase: Grup 4
| Pos | Equip         | PJ | PG | PE | PP | GF | GC | DG | Pts | Classificació           |
| --- | ------------- | -- | -- | -- | -- | -- | -- | -- | --- | ----------------------- |
| 1   | Perú          | 3  | 2  | 1  | 0  | 7  | 2  | +5 | 5   | Avança a la segona fase |
| 2   | Països Baixos | 3  | 1  | 1  | 1  | 5  | 3  | +2 | 3   | Avança a la segona fase |
| 3   | Escòcia       | 3  | 1  | 1  | 1  | 5  | 6  | −1 | 3   |                         |
| 4   | Iran          | 3  | 0  | 1  | 2  | 2  | 8  | −6 | 1   |                         |

| Perú                          | 3–1     | Escòcia    |
| ----------------------------- | ------- | ---------- |
| Cueto 43' · Cubillas 71', 77' | Informe | Jordan 14' |

| Escòcia                | 1–1     | Iran           |
| ---------------------- | ------- | -------------- |
| Eskandarian 43' (p.p.) | Informe | Danaeifard 60' |

| Escòcia                                 | 3–2     | Països Baixos                  |
| --------------------------------------- | ------- | ------------------------------ |
| Dalglish 44' · A. Gemmill 46' (p.), 68' | Informe | Rensenbrink 34' (p.) · Rep 71' |

## Espanya 1982

### Primera fase: Grup 6
| Pos | Equip          | PJ | PG | PE | PP | GF | GC | DG  | Pts | Classificació           |
| --- | -------------- | -- | -- | -- | -- | -- | -- | --- | --- | ----------------------- |
| 1   | Brasil         | 3  | 3  | 0  | 0  | 10 | 2  | +8  | 6   | Avança a la segona fase |
| 2   | Unió Soviètica | 3  | 1  | 1  | 1  | 6  | 4  | +2  | 3   | Avança a la segona fase |
| 3   | Escòcia        | 3  | 1  | 1  | 1  | 8  | 8  | 0   | 3   |                         |
| 4   | Nova Zelanda   | 3  | 0  | 0  | 3  | 2  | 12 | −10 | 0   |                         |

| Escòcia                                                      | 5–2     | Nova Zelanda             |
| ------------------------------------------------------------ | ------- | ------------------------ |
| Dalglish 18' · Wark 29', 32' · Robertson 73' · Archibald 79' | Informe | Sumner 54' · Wooddin 64' |

| Brasil                                       | 4–1     | Escòcia   |
| -------------------------------------------- | ------- | --------- |
| Zico 33' · Oscar 48' · Éder 63' · Falcão 87' | Informe | Narey 18' |

| Unió Soviètica               | 2–2     | Escòcia                  |
| ---------------------------- | ------- | ------------------------ |
| Txivadze 59' · Shengelia 84' | Informe | Jordan 15' · Souness 86' |

## Mèxic 1986

### Primera fase: Grup E
| Pos | Equip               | PJ | PG | PE | PP | GF | GC | DG | Pts | Classificació                      |
| --- | ------------------- | -- | -- | -- | -- | -- | -- | -- | --- | ---------------------------------- |
| 1   | Dinamarca           | 3  | 3  | 0  | 0  | 9  | 1  | +8 | 6   | Avança a la fase final             |
| 2   | Alemanya Occidental | 3  | 1  | 1  | 1  | 3  | 4  | −1 | 3   | Avança a la fase final             |
| 3   | Uruguai             | 3  | 0  | 2  | 1  | 2  | 7  | −5 | 2   | Opta a una plaça per la fase final |
| 4   | Escòcia             | 3  | 0  | 1  | 2  | 1  | 3  | −2 | 1   |                                    |

| Escòcia | 0–1     | Dinamarca         |
| ------- | ------- | ----------------- |
|         | Informe | Elkjær Larsen 57' |

| Alemanya Occidental     | 2–1     | Escòcia      |
| ----------------------- | ------- | ------------ |
| Völler 23' · Allofs 49' | Informe | Strachan 18' |

| Escòcia | 0–0     | Uruguai |
| ------- | ------- | ------- |
|         | Informe |         |